# Lisy (Indianie)

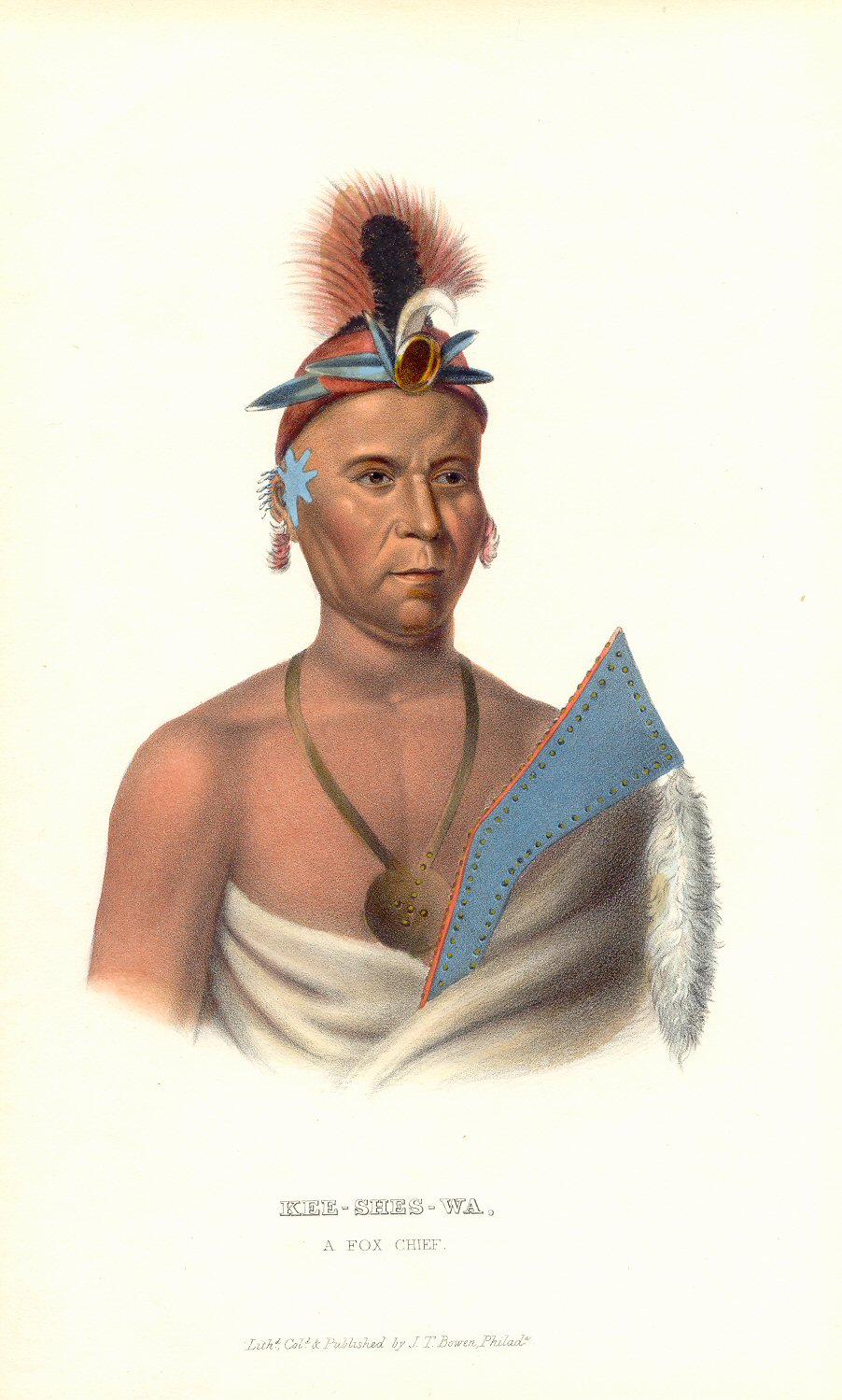
Wódz Lisów Kee-shes-wa (litografia ok. 1836-44)

Lisy (nazwa własna: Meshkwakihug lub Mesquakie („ludzie czerwonej ziemi”), ang. Fox) – Indianie Ameryki Północnej, którzy zamieszkiwali obszar Prerii. Posługiwali się językiem z grupy algonkian.
Niegdyś zamieszkiwali na wschodzie stanu Wisconsin, gdzie polowali na bizony. Wyznawali animizm, wierzyli w nadprzyrodzoną siłę (manitou), istniejącą w ludziach, w innych istotach i w świecie nieożywionym. Byli blisko związani i sprzymierzeni z plemieniem Sauków, od XIX w. tworząc z nimi jedno plemię (Sac and Fox).
Według danych U.S. Census Bureau, podczas spisu powszechnego w 2000 roku 4206 obywateli USA zadeklarowało, że jest pochodzenia wyłącznie Sac and Fox, zaś 6578 oświadczyło, że ma pochodzenie wyłącznie lub między innymi Sac and Fox.